# Еволуција (биологија)
Еволуција подразумева промену наследних особина популације кроз генерације. Ове особине су експресија гена који се током размножавања преносе на потомство. Мутације и друге случајне промене у генима могу довести до појаве нових или промене већ постојећих особина, имајући за последицу разлике између ћелија, организама и генерација. Нове особине се у популацију могу унети и протоком гена - на пример, миграцијама. Еволуција постоји онда, када се промени учесталост старих и нових особина, било природном селекцијом или генетичким дрифтом.
Природна селекција је процес који описује опстајање током генерација наследних особина које се могу окарактерисати као „корисне“ за репродукују или само преживљавање, а губитак оних особина које се могу окарактерисати као „штетне“. Ова промена у учесталости гена се дешава јер организми носиоци „корисних“ особина преносе више копија ових особина у следећу генерацију.
Врста је група организама који могу ступати у репродуктивне односе. Међутим, ако је врста подељена у популације између којих постоји репродуктивна изолација, мутације и генетички дрифт, заједно са различитим срединским селекционим притисцима, резултују у акумулирању разлика у овим популацијама. Током низа генерација, ово повећавање разлика доводи до стварања нових врста - специјације. Сличности између организама упућују на заједничко порекло свих врста постепеним процесом специјације.

## Наслеђивање
Наслеђивање се код организама остварује кроз дискретне биолошке особине, које су карактеристичне за поједине групе организама (породице, популације, врсте). Наследне особине су контролисане генима, а целокупни сет гена организма назива се генотип. Целокупни сет особина организма (морфолошке, анатомске, физиолошке, еколошке особине, особине понашања) назива се фенотип, и настаје у интеракцијама генотипа и средине. Као резултат ових интеракција стоји појава, да нису све особине фенотипа наслеђене. Гени су региони молекула ДНК који поседују одређену генетичку информацију. ДНК је дугачак молекул, изграђен од четири типа нуклеотида. Различити гени имају различите нуклеотидне секвенце, као основ кодирања наследних информација.

## Варирање особина
Пошто је фенотип јединке резултат интеракција генотипа и средине, варирање фенотипова унутар популације осликава варирање генотипова. Модерна еволуциона синтеза дефинише еволуцију као промене у генетичком варирању током времена. Учесталост једног алела ће флуктуирати, он ће бити заступљенији или ређи у популацији у односу на други алел (друге алеле) истог гена. Еволуциони механизми делују на тај начин, да усмеравају промене учесталости алела у једном, или другом смеру. Варирање особине нестаје оног тренутка, када алели достигну тачку фиксације - када или потпуно нестану из популације, или потпуно замене предачки алел.
Узроци варирања особина су мутације у генетичком материјалу, миграције између популација, или прерасподела гена током полног размножавања. Варирање може бити узроковано и разменом гена међу различитим врстама (интерспецијски), кроз процесе хоризонталног трансфера гена код прокариота, или хибридизације код биљака и животиња. Упркос постојању фактора који константно уводе варирање особина у популацију, већи део генома врсте остаје непромењен од свих јединки. Понекад, међутим, и најмање промене у генотипу могу довести до драматичних промена фенотипа (нпр. разлика између генома шимпанзе и човека је у само 5% укупног броја нуклеотидних база).

## Еволуциони механизми
Постоје три основна механизма еволуционих промена: природна селекција, генетички дрифт и проток гена. Природна селекција мења учесталости гена који повећавају/смањују способност преживљавања и репродукције (остављања потомства). Под генетичким дрифтом се подразумевају случајне промене у учесталости алела, а под протоком гена сви трансфери гена унутар и између популације. Значајност појединачних еволуционих механизама зависи увелико од јачине природне селекције и ефективне величине популације. Природна селекција преовлађује значајношћу у великим (бројним) популацијама, док је ефекат генетичког дрифта највећи у малим популацијама.

### Мутације
Мутације су један од константних узрочника варирања генотипова, а тиме и фенотипских особина у популацији. Мутације се преносе наследним материјалом из генерације у генерацију, а могу бити изазване низом фактора (тзв. мутагенима). У мутагене између осталих убрајамо радиоактивно зрачење, вирусе, хемијска једињења. Услед драстичних промена које мутације могу да изазову у ћелијама, организми поседују ДНК репер систем који уклања мутације. Отуда се може закључити да је постојећа (оптимална) стопа мутација која постоји у врсти својеврсни trade-off између краткотрајне штете (попут ризика од рака) и дугорочне користи (поједине мутације могу давати предност организмима у другачијој средини).

### Природна селекција
Природни одабир или селекција друга је основна снага еволуције, она је природни избор између носитеља различито вредних наследних фактора. Као откриће, начело селекције (одабира) главни је Дарвинов допринос теорији еволуције, коју он објашњава борбом за опстанак међу појединим организмима, од којих преживљавају најспособнији. Селекцију, дакле, Дарвин примењује на јединке а не на популације, а животна средина као селективна сила одабира варијанте које су јој се најбоље прилагодиле. Дарвин је тиме нагласио негативно гледиште селекције, истичући да је она неумољива снага која уништава једне а унапређује друге. То је стајалиште Дарвин темељио на диференцијалном морталитету који може довести до диференцијалне репродукције.
Данас је модификовано начело селекције темељна оријентација у решавању еволуцијских проблема. Према Харди-Вејнберговом правилу, као полазишту у популацијској генетици, у стандардним условима околине сви гени популацијских генских залиха долазе до равнотеже која се стално одржава (идеална популација). Зато је природни одабир, осим мутација, једина снага која узрокује промене у генетској равнотежи популације.
Природна селекција је утицај било којег фактора из околине организма. Као селекцијски фактори могу деловати: екстремне температуре, падавински односи (сушна раздобља, поплаве), хемијске околности, природни непријатељи различитих штеточина и наметника који унапређују еволуцију појединих врста, затим паразити и узрочници болести који током ширења и деловања заразе селекцијом и умањењем популације снажно утичу на еволуцију домаћиновог организма, а кроз његову обрану такође и на своју властиту. Такмичење и борба око хране, животног простора и осталих важних животних услова убраја се у унутарврстну селекцију која подређене групе потискује у нове еколошке нише или води њихову изумирању. Тако делује селекцијски притисак.
Делујући током милиона година, селекција омогућује развој нових адаптација у најразличитијим срединама на Земљи.
Генетски дрифт трећа је основна сила еволуције, а узрокује устаљивање неутралних или неадаптивних својстава. Генетски дрифт делује само у малим популацијама, и то по начелу вероватноће.
Резултати су случајни и узрок су случајном устаљивању гена или губитку мутиранога гена. Губитак или фиксација догађа се без обзира на селекцијски притисак, према чему и назив појаве: генетски дрифт, тј. генетски нанос. Тако осим селекцијског истребљења, постоји и могућност да се они гени, иначе само успутни, који се у великој генској залихи нису могли истакнути, одједном истакну у случајем узрокованом генетском дрифту у малим популацијама и тако постану ваљани за неки генетски систем, док се они гени који су пре тога били заступљени сада губе. Као пример за ту појаву узимају се Дарвинове зебе на острву Галапагос.
С обзиром на опсег и одређене карактеристике еволуцијских процеса, могуће је разлучити микроеволуцију, макроеволуцију и мегаеволуцију као ступњеве или нивое у непрекидном еволуцијском низу.

##### Микроеволуција
Микроеволуција садржи мање сукцесивне промене у генској залихи одређене популације од једне до друге генерације. У њој делују основне силе еволуције. Процеси микроеволуције воде стварању нових врста, односно популација. Специјација је одељивање и развој нових популација, тј. настанак нових врста. Назива се и популацијска дивергенција. Цели ток еволуције зависи од порекла нових популација које имају адаптивну способност већу од својих предака. У настанку нових врста уз основне силе делују су и додатне силе, које делују дуже време. Главни је фактор изолација.
Разликује се неколико облика изолације: географска, еколошка, репродуктивна, генетска.

###### Географска изолација
У географској изолацији процес се одвија тако да се почетна популација шири од средине свог пребивалишта у суседна подручја. У почетку је генетска измена наставља између свих делова популације. Поступно се мале популације почињу фрагментисати и устаљивати у најпогоднијим пребивалиштима, па једне од других постају одељене еколошки неповољним подручјима. Након одређеног времена изолације започиње фрагментација у још мање популације или демове.
Дељење почетне популације у хомогене серије дема познато је као понашање свих живих организама. Сваки дем задржава исти генски састав какав је имала популација предака, али су еколошке баријере генетској измени између демова темељ генетске дивергенције између њих. Сваки изоловани дем бива од почетка модифициран силама микроеволуције. Након неког времена демови се почну међусобно разликовати, иако још увек остају отворени за генетске измене.
Примарни је начин постанка врсте алопатријска специјација; у њој просторна изолација, појачана географском или еколошком баријером, делује тако да две првотно врло сличне популације постају генетски изоловане.

###### Еколошка изолација
Еколошка изолација састоји се у томе да популације које живе на истом географском подручју постају изоловане факторима околине тако да заузму одвојене биотопе или настањују специјалне еколошке нише. Тај процес води стицању специфично усклађених гена и губљењу првотно заједничких ознака, а то унапређује физиолошку изолацију. Догоди ли се да се такве популације, након дугог времена, поновно нађу заједно, упркос чињенице да настањују исти ареал, оне се више међусобно не укрштају (симпатријске врсте).

###### Репродуктивна изолација
Репродуктивна изолација састоји се у разликама у понашању у добу парења (нпр. код птица разлике у гласању), у разликама с обзиром на раздобље и сезону парења, у морфолошкој неусклађености копулацијских органа што спречава несметано неограничено укрштање (панмиксију). Постоје индикације се да географско одељивање одлучно утиче на механизам те изолације.

###### Генетска изолација
Генетска изолација наступа као последица промена у хромозомској гарнитури или у поретку гена. Када наступе такве промене, хромосоми дотичних врста не могу се спојити, па више-мање неправилно делују ако и дођу у додир. Због антагонистичности генетског састава родитељских врста, гамете или угину већ у самом почетку процеса оплодње или пак, ако се настави развој заметка, рађају се животно неспособни или стерилни хибриди. Настанак нових врста кроз саму генетску изолацију је редак, али заједно с географском изолацијом добија велико значење.

##### Макроеволуција
Макроеволуција или адаптивна радијација еволуција је изнад нивоа врсте, а карактерисана је дељењем или фрагментацијом, која доводи до постанка и развоја већег броја адаптивних типова. Док у микроеволуцији и специјацији настају посебне адаптације, у макроеволуцији развој се одвија од опште адаптације дивергентно према многобројним посебним адаптацијама.
Макроеволуција обухвата развој виших систематских група (породица, ред, разред). Њу карактерише: 1) деоба група у много нових подгрупа; 2) продор у нове средине; 3) организовање различитих структура и начина живота.
Основна је карактеристика еволуције изнад нивоа врсте помицање групе организама у нове адаптивне зоне. Како би организам могао проћи кроз зону еколошке нестабилности у нову адаптивну зону, он мора имати отворен еволуцијски и еколошки приступ у њу, тј. група мора већ имати нека прилагодљива својства, а зона не сме у себи имати јакога конкурента. Први продор у нову зону захтева само општу адаптацију; касније еволуција доводи до специјације.
Важно својство макроеволуције је такође усмеравање развоја неких својстава према само једној развојној линији.
Еволуција рептила документована палеонтолошким налазима добар је пример макроеволуције. Чини се да су одређене карактеристике адаптивне радијације, утврђене у еволуцији рептила, основне одреднице макроеволуције у свим групама, а то су:
1) До макроеволуције долази увек након стицања нове опште адаптације или након уласка у нову адаптивну зону (код рептила је настала општа адаптација за живот на копну).
2) Макроеволуција није линеарна већ радијална. Радијација се наставља током опште адаптације и на улазу у нову адаптивну зону тиме што се развија специјална адаптација у различитим дивергентним новим линијама. (Типични пример радијација аркосаура од општег облика текодонта.)
3) Адаптивна радијација ствара еволуцијске линије које, с обзиром на специјалне адаптације, конвергирају према другим систематски удаљеним групама, а које се разликују по начину опште адаптације. (Ихтиосаури су пример еволуцијске конвергенције према рибама.)
4) Макроеволуција ствара групе паралелних специјалних адаптација између дивергентних али сродних линија, које имају заједничку основу опште адаптације. (Фитосаури и крокодили из тријаса данас су пример таквог паралелизма и еколошке замене.)
5) У макроеволуцији долази до дефинитивног пропадања група организама (типострофа). Како је општа адаптација замењена специјалном, групе се круто специјализују на уске адаптивне подзоне и изгубе способност за помак у нове веће зоне. Будући да се све адаптивне зоне морају коначно променити, групе затворене у уску зону морају пропасти. (Пример су за то -Rhynchocephalia}-, изузетно успешан ред све до креде, од кога је опстала само једна врста, пиласти премосник у Новом Зеланду.)

#### Мегаеволуција
Мегаеволуција је појава нових биолошких система или типова организације. Током три милијарде година развило се готово 200 таквих типова. Мегаеволуцију карактеришу:
1) покушаји и истраживања разносмерних линија од полазнога претка да пређу еколошку границу и уђу у нову зону, док једној коначно то и не успе;
2) продор и промена увек су брзи;
3) нова зона увек је еколошки приступачна и нема супарника, а захтева нови општеадаптивни тип за инвазију (нпр. развој рептила из водоземаца).
Главно својство органске еволуције је дивергенција коју усмерава природна селекција као главна сила. На свим нивоима еволуције делују основне силе, али се јављају и све сложенија деловања мање познатих сила.

### Молекуларна еволуција
Молекуларна еволуција је модерна грана биологије која се бави настанком првих живих бића из предбиолошких молекула и њиховом даљом еволуцијом, користећи се структурном сродношћу макромолекула у данас живућим врстама.
Будући да је свеукупна информација о устројству живих бића записана у геному, биолошка еволуција очито је еволуција генома.
Варијабилност популације заснива се на случајној варијабилности генома.
Природна се селекција одвија само на нивоу продуката гена. Филогенетску сродност показују зато свеукупни геноми, гени унутар тих генома те продукти гена – беланчевине. Управо анализа редоследа нуклеотида у ДНК пружа потпуну информацију о сличностима и разликама међу генима. Премда се све мутације одвијају једнаком учесталошћу, гени и њихови продукти не еволуирају једнако брзо, јер преживљавају само прихватљиве промене.
Јединично еволуцијско време је период потребан да се промени 1% аминокиселина у некој беланчевини; код еукариота оно може бити од милион до чак 600 милиона година. Тако се хистони грашка Х4 и краве (врсте које су се одвојиле пре више од милијарду година) разликују само у две аминокиселине. С друге стране, структуре цитохрома c и бројних других гена или продуката гена омогућују да се први пут у историји формирају филогенетска стабла на основи квантитативних података, а не слободне процене.
Еволуција генома свакако укључује пораст количине генетичке информације. Геноми најједноставнијих данас живих самосталних организама садрже око милион парова нуклеотида, а геноми сисара око три милијарде. Данашњи геноми јасно показују пут еволуције гена: прво је при репликацији настала идентична копија некога гена, а затим су се низом мутација две копије разилазиле у својим структурама (дивергентна еволуција). У неким случајевима из структурно различитих прагена настали су гени за бјеланчевине сродних функција (конвергентна еволуција).
Анализа генома омогућује класификацију живога света у три велика надцарства: Археје, прокариоте и еукариоте. Она се међусобно разликују у саставу за превођење генетичке информације с нуклеинских киселина на беланчевине, што очигледно показује на њихово раздвајање у најранијој фази еволуције.

## Теорија еволуције

### Претече теорије еволуције
Еволуцијске мисли о развоју живих врста јавиле су се већ у старој Грчкој (Анаксимандар, Хераклит, Емпедокло). Даљи развој еволуционе теорије у старој Грчкој је ометао велики утицај Аристотела, који је мислио да су живе врсте непромењиве и да од једне живе врсте развојем не може настати нова врста.
Од почетка хришћанске ере у Европи се раширило уверење да је Бог све врсте створио као непромењиве и то је за више векова зауставило развој теорије еволуције живих врста на Земљи. Још средином XVIII века Карл Лине, проводећи у својем делу Састав природе (Systema naturale, 1735) категоризацију свих дотад познатих биљака и животиња, строго је заступао начело: »Врста има онолико колико их је од почетка створено« (Tot numeramus species, quot ab initio sunt creatae). Супротно том креационистичком схватању, у истом 18. веку у Европи појавила су се дела Буфона и других, а у њима се писало о промењивости живих врста (еволуцији) на Земљи. Џорџ Луис Леклер у делу Историја природе (Histoire naturelle, 1749–88) изражава мисао о промени врста. На темељу проучавања великог броја савремених биљака и животиња, као и опсежног палеонтолошког материјала, он закључује да су »све животиње произишле од једнога претка, који се током времена мењао и усавршавао те произвео све животињске родове«. Зоолог Лакапед, аутор поглавља о рибама у Буфоновој Историји природе, тумачи сличност организама поријеклом од заједничкога претка и сматра да су те промене у вези са променљивим утицајем околине, укрштавањем итд. Он говори и о преживљавању боље прилагођених врста и у томе се приближава бити дарвинизма, тј. теорији о природном одабиру, селекцији. На природословце XVIII век знатно је утицао и Лајбниц „закон континуитета“ или непрекидности, по којем природа не прави скокове, већ је у њој све повезано поступним прелазима, како у подручју физичких, тако и психичких појава.

### Ламаркова теорија еволуције
Жан-Баптист Ламарк објавио је 1801. „Систем животиња без кичме“ (Système des animaux sans vertèbres), у којем је први пут изнео идеју о заједничком пореклу организама и њиховом поступном развоју. До 1809. године и објављивања познатог дела Филозофија зоологије (Philosophie zoologique) разрадио је у прву целовиту еволуциону теорију. По Ламарку окружење, током дужег времена, утиче на обликовање животиња, малим променама које се преносе на потомство, а тако су настајале од једноставнијих врста живих бића сложеније животиње и у крајњој линији писао је да у том „усложњавајућем уређивању” живих бића човек настао од човеколиког мајмуна. 
По Ламарку постоји у природи полаган, непрекидан процес преображавања врста. Чиниоце који су условљавали тај процес Ламарк своди на промене околине по којима се мењају и потребе животиње, па тиме она стиче нове навике. У складу са новим навикама и потребама једни се органи више употребљавају и јаче развијају; обратно, одсуство употребе органа доводи до њиховог слабљења и ишчезавања у потомака. Те су промене по Ламарку увек адекватне условима средине, а родитељи их преносе на потомство. Тако су нпр. кртици умањене очи, јер их под земљом не употребљава. Та прилагођавања настају због воље животиње, напрегнуте жеље, тежње да задовољи своје потребе и навике. Ламарк је први обухватио у целини еволуцијски проблем, али се због мањкавих резултата тадашње науке заплео у телеолошке грешке.
У то време већина оновремених истраживача живог света, биолога, одбацивала је Ламаркову еволуциону теорију и он је остао мало читан. Касније је и сам Чарлс Р. Дарвин увидео у којој мери његово објашњење еволуције живих врста личи на замисли Ж. Б. Ламарка, па је изражавао бојазан да ће бити оптужен за неоригиналност.

### Дарвинова теорија еволуције
Средином XIX века природне науке су већ располагале многобројним чињеницама које су говориле у прилог еволуцији. Постигнути су важни успеси на подручју упоредне анатомије, ос. кичмењака, и упоредне ембриологије; Т. Шван открио је 1839. јединство ћелијске грађе свих живих бића (целуларна теорија) и основао наука о ћелији – цитологију.
Чарлс Лајел у делу „Начела геологије“ (Principles of Geology, 1831) поступне промене Земље тумачио је спорим и непрекидним деловањем природних појава: воде, ветра, сунца итд.
У пољопривреди се развијала техника селекције – енглески сточари и ратари узгајали су нове пасмине домаћих животиња и нове сорте културног биља. За обраду и документацију еволуционе теорије средином 19. века Алфред Валас и Чарлс Дарвин, како се види, имали су знатно повољнији научни терен. Један Дарвинов познаник, Едвард Блајд написао је рад 1835. године у коме су изнете основне замисли о еволуцији, а, после више од две деценије, те замисли су поновљене у радовима Алфреда Р. Воласа и Чарлса Р. Дарвина. Скоро истовремено, 1858. и 1859. године појавили су радови са веома сличном еволуционом теоријом које су написали Алфред Валас и Чарлс Дарвин. Данас је познатије дело „О пореклу врста посредством природне селекције“ Чарлса Дарвина које се узима за основу савремене теорије еволуције.
Дарвинова теорија еволуције позива се најпре на природни одабир или селекцију која уништава јединке слабије прилагођене условима живота, а подупире оне боље прилагођене. Индивидуалне варијације које улазе у процес селекције могу, по Дарвиновом мишљењу, бити детерминисане спољашњим (околина) и унутрашњим (касније названи генетичким) факторима.
Дарвин је доказао да еволуција има адаптиван значај и да је орг. сврховитост релативно изражена у прилагођености организма на одређени историјско условљени комплекс спољашњих услова. Његова теорија је у науци позната као дарвинизам. Често се и сама наука о еволуцији поистовећује са појмом дарвинизма.
Дарвиново учење даље су разрадили, проширили и продубили Хули, Хеклер, Имирјазев и др. Хекел се посебно истакао као ватрени присталица Дарвинове теорије. Он је научно разрадио проблем јединства живе и неживе природе, постанак живота хемијским путем из неживе природе, монофилетско порекло живих бића итд., и на крају формулисао >биогенетски закон (који у савременој еволуцији има само историјско значење). Филогенија је по Хекелу основна наука о променама облика кроз које пролазе организми током целог свог развоја. Хекел је тако први поставио теорију десценденције, коју је назвао трансформизмом, спојивши у њој уз дарвинизам и неке ламаркистичке мисли.

### Еволуционистички смерови након Дарвина
Основна су питања по којима се дарвинизам и ламаркизам разилазе питање наслеђивања стечених својстава и проблем биолошке сврховитости. За ламаркисте је основно начело еволуцијског процеса неки телеолошки постулат, „унутрашња сврха“, па у свези с тиме они умањују или сасвим игноришу улогу природног одабира, а то је по дарвинизму одлучујући фактор биолошке еволуције.
На темељу ламаркизма развио се цео низ идеалистичких механицистичких, тзв. неоламаркистичких хипотеза, које се могу сврстати у две групе: психоламаркизам и механоламаркизам.
Психоламаркизам је утемељио 1871. Е. Д. Коп и по њему је главни покретач еволуције психичка енергија, која се код нижих животиња очитује у „настојању под утицајем нужде“, код виших животиња у избору, а код разумних животиња у свесном избору.
Механоламаркизам се развио на основу рада енглеског филозофа Херберта Спенсера (1820–1903), који је еволуцију организама тумачио прелазом материје из једноличног и индиференцираног стања у разнолично и диференцирано стање. У групу механоламаркистичких струјања улази и теорија Теодора Ејмера (1843–98), позната под именом Ејмерова ортогенеза. По тој је теорији еволуцијски процес који има сам по себи тачно одређен смер (тзв. усмерена еволуција).
Насупрот различитим ламаркистичким смеровима и хипотезама, које потцењују или негирају Дарвиново начело природног одабира, зоолог Аугуст Вејсман не признаје никакве друге факторе еволуције осим природног одабира. Та се теорија назива неодарвинизам или вајсманизам. Вејсман проширује начело природног одабира и на процесе који се збивају у самом организму. Он сматра да је наследна материја или заметна плазма састављена од низа наследних јединица које су окупљене у језгру ћелије. Најважније од њих биле би посебне материјалне јединице, „детерминанте“, које одређују својства појединих ћелија. Детерминанте се могу при томе мењати, и то појединачно, независно од других, тако да цели организам постаје мозаик појединих својстава. На тај начин Вејсман сву разноликост еволуцијскога процеса своди на комбинацију наследних елемената.
Вејсманове детерминанте прихватио је ботаничар Х. де Вриес и поставио своју мутацијску теорију еволуције. По тој теорији организми се мењају само у изненадним, скоковитим променама (мутацијама), а оне се јављају независно од утицаја околине. Те мутације неплански производе нове врсте, које су одмах сталне.
На темељу нових научних чињеница Стивен Џеј Гулд и Нилс Елдриџ дали су нов модел еволуцијских промена који су назвали испрекиданом равнотежом (енгл. punctuated equilibria) или пунктуализмом, према којем се еволуцијске промене догађају нагло, након дуготрајног раздобља стагнације, за разлику од градуализма – мишљења да се еволуцијски процес одвија поступно кроз дуго време.
Осим наведених, постоји још цео низ еволуционистичких хипотеза, смерова и праваца. Сва су та струјања дала понеки допринос развоју биологије, али као еволуцијске теорије имају углавном историјско значење.
Синтетичка теорија о еволуцији плод је истраживања низа савремених научника (R. A. Fischer, J. S. Huxley, S. Wright, H. J. Muller, Th. Dobzhansky, E. Mayr, G. G. Simpson, R. Goldschmidt, Н. В. Тимофејев-Ресовски, Н. П. Дубињин, Иван Иванович Шмаљгаузен), а напустила је све оне хипотезе које својим спекулативним примесама спречавају или ограничавају могућност егзактног истраживања и експерименталног проверавања. База је те модерне теорије дарвинизам, у који су се, уз неке измене, могли изванредно уградити резултати модерне биологије.
Еволуција живих бића сагледива је: а) као историјска чињеница која је имала свој ток и б) као процес којему су на свој начин и сада подвргнута жива бића и по чему се може добити увид у њезине факторе. Као историјска чињеница она је документована многобројним палеонтолошким налазима и компаративним проучавањима. На темељу тог материјала успешно су реконструирани токови развоја неких биљних група, неких одељака животиња, посебно кичмењака, а међу њима специјално највиших сисара и човека. Има и покушаја приказивања дрвета (стабла) живота са свим прелазним облицима од његових првих почетака до човека. Те реконструкције пружају често добру општу оријентацијску слику, али вреде само као боље или слабије образложене спекулације о развоју, јер су рађене без фосилних доказа.
Будући да први облици живота нису могли оставити трагове, еволуцијска се проучавања стално налазе пред проблемом како су се и у којим околностима појавила најједноставнија жива бића. Проблем остаје и развој једноћелијских организама, нпр. амеба, код којих већ постоје сви основни процеси карактеристични за жива бића. Г. Г. Симпсон сматра да је развој од првих једноставних бића до амебе био најтежи и најкомплекснији, те да је вероватно трајао најмање онолико времена колико и развој од амебе до човека.
По питању развоја вишећелијских организама, неки научници тврде да пут од једноћелијских до вишећелијских иде преко колонија једностаничних бичара; зоолог Ј. Хаџи заступа теорију целуларизације.

### Еволуција према данашњим научним схватањима
Права "историја" живих бића почела је у најстаријим раздобљима палеозоика, у камбријуму и силуру, где има фосила свих главних типова животиња (једноћелијске животиње, зглавкари, претече кичмењака или хордати, кичмењаци).
Крајем девона појавили су се фосили деломично копнених животиња (водоземци), а у карбону копнене животиње, рептили.
Мезозоик се сматра ером рептила, који су посебно бројни у његовом последњем раздобљу, у креди; у кенозоику су изумрли многи њихови редови. Крајем тријаса појавили су се фосили рептила са својствима сисара, а у јури рептила птица. Налази рептила толико су бројни и разнолики да се управо помоћу њих могла приказати једна од типичних појава у еволуцији, тзв. процес адаптивне радијације. Ту се види како се унутар једне групе на темељу једног заједничког облика развијају различити облици у „најразличитијим смеровима условљеним властитим могућностима и срединама у које улазе“ (Симпсон).
Након знатнога проређења рептила, прошириле су се птице и сисари. Они су у терцијару били малобројни, али је постојало много њихових врста. Сисари су настали од рептила на темељу потпуно недиференциранога, прелазног облика. Њихово добро заштићено потомство (рађају живе младунце које храни мајка), стална телесна топлота и уравнотежени метаболизам виталне су предности које су им омогућиле да се многострано развијају и прошире. Међу њима је посебно занимљив ред примата, чији се представник појавио у палеоцену. Из тог основног типа у процесу адаптивне радијације одвојили су се лемуроиди, тарсиоиди и хоминиди, међу којима се појавио и човек.
Из чињенице да постоји око 2 милиона различитих врста живих организама, а утврђено је и мноштво изумрлих, те чињенице да сви организми имају нека заједничка својства (репродукција, асимилација, коришћење енергије) проистиче да су разноликост и јединство темељне карактеристике живота. Еволуција као развој врста током времена, поступним следом промена од једноставнога до сложеног стања, укључује у себи наведене карактеристике.
Модерна теорија еволуције развија се на темељима дарвинистичког схватања уносећи даљње еволуцијске факторе откривене најпре у оквирима генетике. Првобитно схватање о наслеђивању стечених својстава модификовано је путем молекуларне биологије, где се расправља о повратној вези између цитоплазматских беланчевина (способних да приме утицаје из околине) и ДНК-информација.
Разрадом неких темељних биолошких чињеница и појава (закони наслеђивања, врста, раса, мутација, селекција, околина), превладавањем филозофског гледишта теорије преформације и дубоко увреженог типолошког мишљења (да у основи појавним различитостима леже идеје као нешто једино реално и непроменљиво), еволуција је постала средишња биолошка наука која је захватила у све огранке биологије и физиологије до генетике, морфологије и екологије. Она је посебно унапређена достигнућима популацијске генетике.
Основни еволуцијски процеси збивају се унутар популације. Еволуција започиње нарушавањем генетске равнотеже. Равнотежа се ремети онда када се мењају услови у популацији или у животној средини. Анализе узрочних основа еволуције утврђују да су њене основне силе мутација, природни одабир или селекција и генетски дрифт; то су процеси који ремете наследну равнотежу.